# MV Agusta 125 Pullman

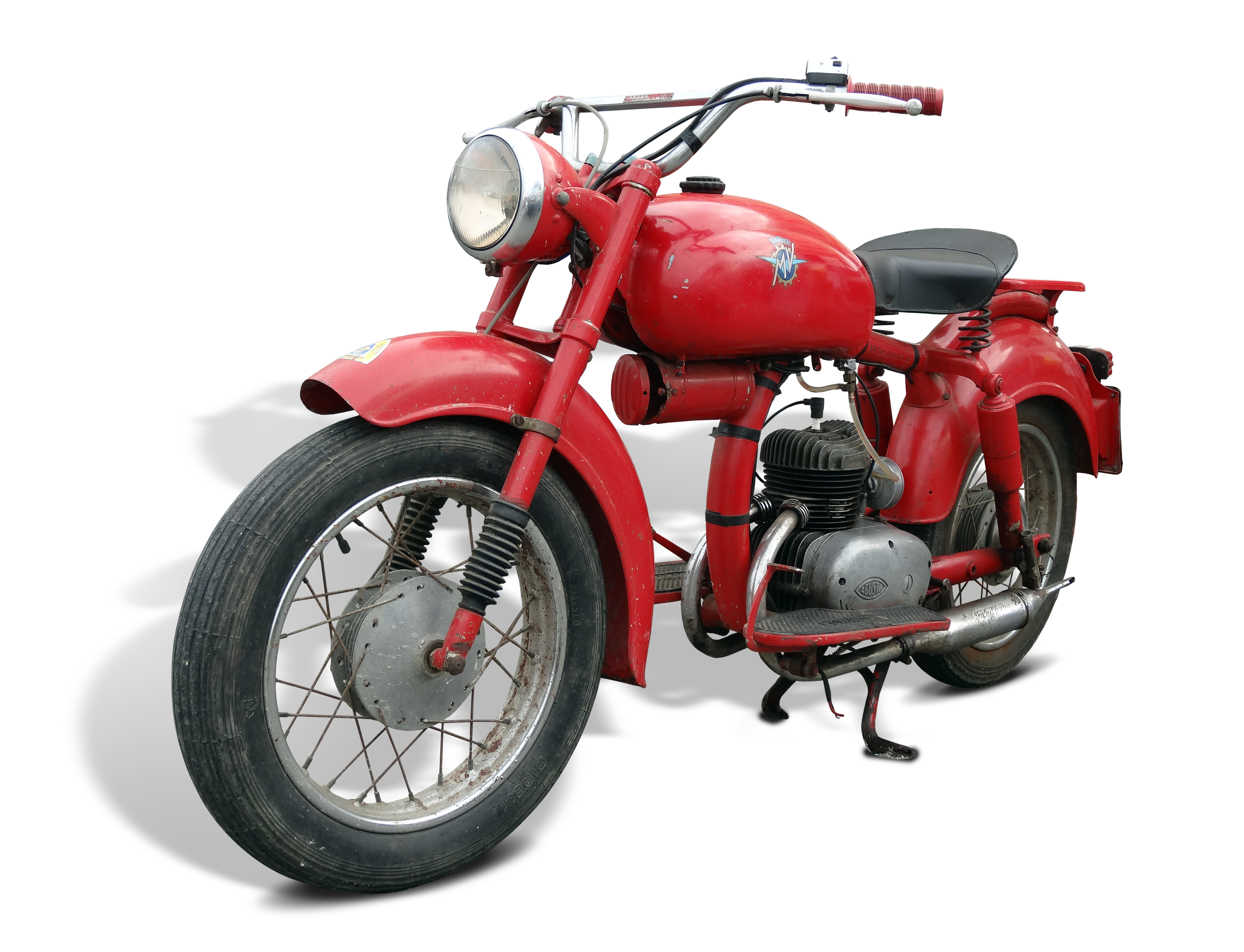
Eine MV Agusta 125 Pullman (1953)

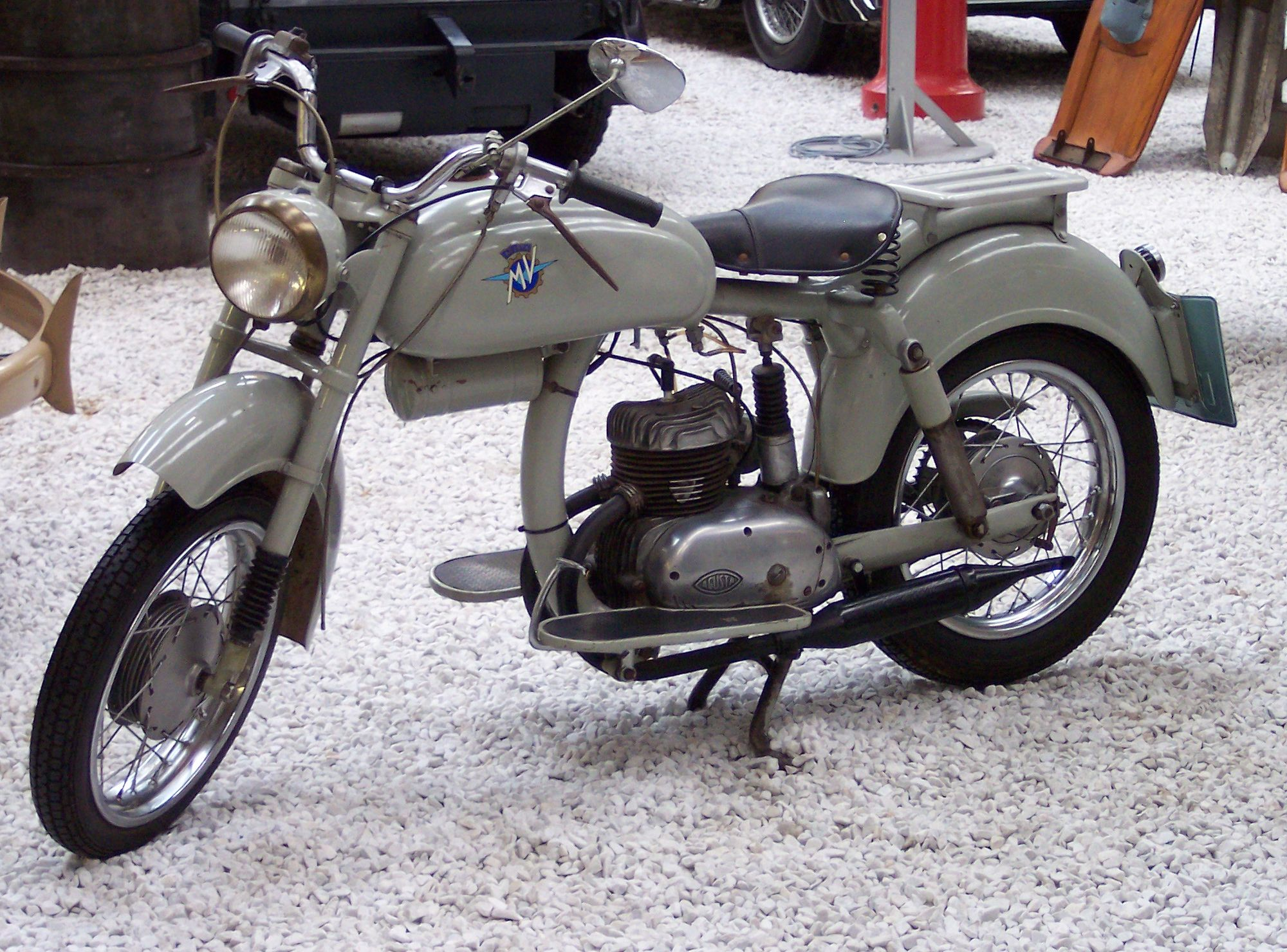
MV Agusta 125 Pullman / Serie 1, mit Handschaltung und dem zusätzlichen hydraulischen Zentralstoßdämpfer in der Mitte

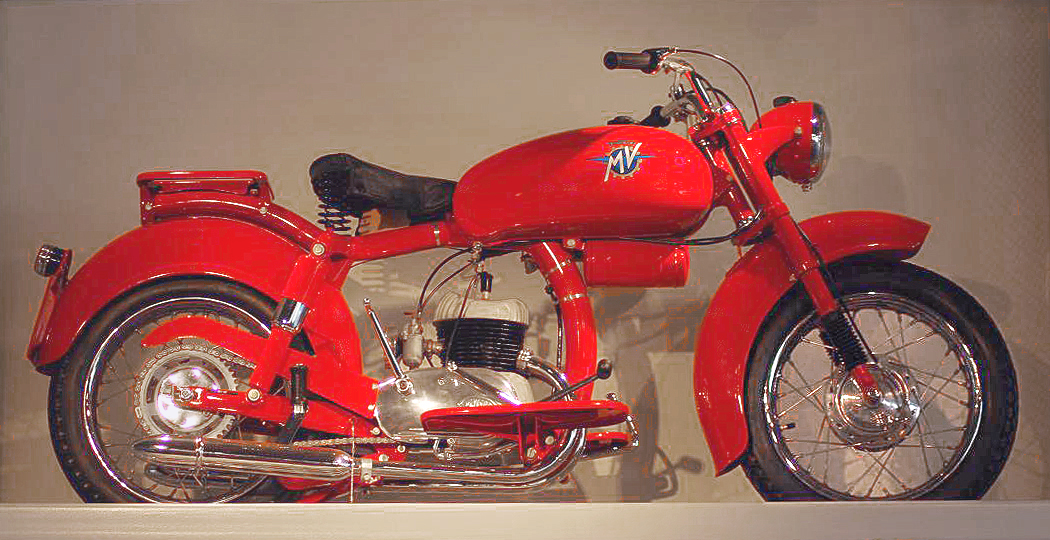
MV Agusta 125 Pullman / Serie 2, mit Fußschaltung

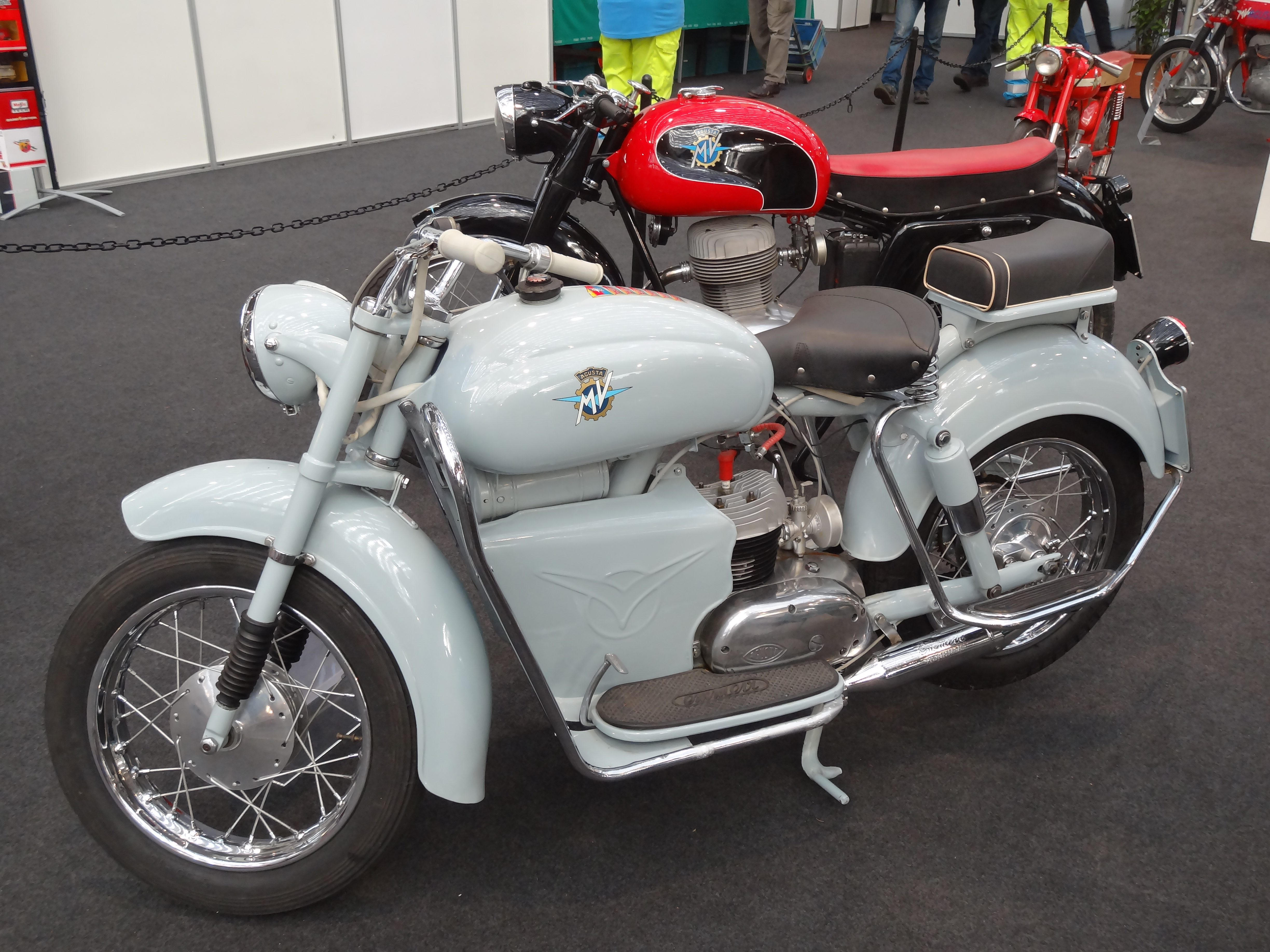
Eine Pullman mit der seltenen Sonderausstattung „Staufach“ und dem separaten Soziussitz mit Trittbrettern

Die MV Agusta 125 Pullman war ein Motorrad des italienischen Fahrzeugbauers MV Agusta, das von 1953 bis 1956 produziert wurde. Das Modell durchlief drei Entwicklungsstufen. Die Pullman war ein großer finanzieller Erfolg und wurde zum Modell mit den höchsten Verkaufszahlen in der Geschichte von MV Agusta.

## Hintergrund
Mit der Cento venticinque Pullman versuchte MV Agusta dem wachsenden Erfolg der Motorroller wie zum Beispiel der Vespa oder der Lambretta entgegenzuwirken. Das Modell war als reines Gebrauchsmotorrad („Arbeitspferd“) entwickelt und wurde deshalb auch 1953 beim Brüsseler Salon auf einer „eher zweitrangigen Bühne“ erstmals dem Publikum vorgestellt.
Die Überlegung war, mit der 125 Pullman ein Alltagsmotorrad anzubieten, das wenig Ansprüche (Wartung, Unterhalt) stellte, zuverlässig und vielseitig war und gleichzeitig die gravierenden Stabilitätsprobleme der Motorroller aufgrund ihrer kleinen Räder umging. Ähnlich war der Grundgedanke bei der bereits 1950 vorgestellten Moto Guzzi Galletto.

## Das Motorrad

### Beschreibung
Der Aufbau der 125 Pullman war so einfach wie möglich gehalten: Der Motor wurde direkt aus dem 125er Ovunque-Roller übernommen. Das Fahrwerk basierte auf dem robusten Pullman-Rahmen mit Zentralrohr. Die Vorderradaufhängung bestand aus einer herkömmlichen Teleskopgabel, während die Hinterradaufhängung als eine mit dem Motor fest verbundene zweiarmige Triebsatzschwinge ausgelegt war, die einen hydraulischen Zentralstoßdämpfer und zwei seitliche, in Teleskoprohren gekapselte Schraubenfedern hatte. Zur Gangwahl hatte das als Serie uno bezeichnete Modell einen Drehgriffschalter am Lenker. Der Fahrkomfort wurde durch Fußplatten anstelle der üblichen Fußstützen, einen Einzelsattel und für seine Klasse breite Reifen der Größe 3,50 x 15 erhöht. Über dem hinteren Kotflügel wurde ein Gepäckträger angebracht. Durch die Position des Motors entstand ein ungewöhnlicher Spalt zwischen dem Vorderrad und dem Unterrohr des Rahmens, der auf Wunsch mit einer Blechverkleidung ausgestattet werden konnte, die als Staufach zu nutzen war.
1954 kam eine überarbeitete Version unter der Bezeichnung Serie due auf den Markt. Abgesehen von einigen äußeren Änderungen wurde die Drehgriffschaltung durch eine Fußschaltung ersetzt. An der Hinterradschwinge gab es Feder-Dämpfer-Einheiten mit hydraulischen Dämpfern  und der nun überflüssige zentrale Stoßdämpfer entfiel.
1955 wurde die Modellpalette mit der Super Pullman noch mal erweitert. Dieses Modell sollte noch mehr einem „normalen“ Motorrad ähneln. Der Zentralrohrrahmen wurde durch einen zweiteiligen Stahlblech-Pressrahmen ersetzt, dessen Hälften durch Elektroschweißen miteinander verbunden waren. Die Vorderradgabel dieser Version hatte eine geschobene Kurzschwinge und konventionell dimensionierte 18-Zoll-Räder. Das Getriebe bekam einen vierten Gang und die Leistung des jetzt freitragend eingebauten Motors betrug 6 PS (4,5 kW) bei 5200/min. Durch die günstige Pressteilproduktion konnte mit 145.000 Lire sogar der bisherige Preis unterboten werden. Verkäufe in der Größenordnung der Pullman Serie uno und due blieben jedoch, trotz einer ansprechenden zweifarbigen Lackierung (Dunkelblau mit rot abgesetzten Tank) aus. Nur 3000 Super Pullman wurden – weit unter den Schätzungen von MV – gebaut. Die Produktion wurde 1957 eingestellt. Sie war das letzte Zweitakt-Achtelliter-Modell von MV Agusta.
Der Preis für eine MV Agusta 125 Pullman betrug je nach Ausführung zwischen 155.000 und 163.000 Lire. Insgesamt wurden 27.000 Exemplare von beiden Serien verkauft.

### Bewertung
Mit der Pullman-Serie gelang es der, im Motorradbau noch recht neuen (seit 1945), Firma sich einen guten Namen und eine gewisse finanzielle Sicherheit zu schaffen. Für viele italienische Haushalte der damaligen Zeit war das „Motorrino“ (das Kleinmotorrad oder eben der Roller) oft das einzige Fortbewegungsmittel für die Familie oder auch das Arbeitsgerät. Mit dem Komfort eines Rollers, dem Aussehen eines ernsthaften Leichtmotorrads und dem aggressiven Preis nahm die Öffentlichkeit die Pullman bereitwillig an. Da die Höchstgeschwindigkeit nur 75 km/h betrug, war die bloße Geschwindigkeit wohl nicht der Hauptgrund für den Erfolg der Pullman. Vielmehr war es eine äußerst erschwingliche Möglichkeit, in die „MV Agusta-Familie“ einzusteigen.

## Technische Daten
Anmerkung: bei abweichenden Informationen im Internet wurden die Daten aus der vorliegenden Literatur eingesetzt.
| Motor                   | Motor                                                                         | Motor                                  | Motor                                  |
|                         | Serie uno                                                                     | Serie Due                              | Super Pullman                          |
| ----------------------- | ----------------------------------------------------------------------------- | -------------------------------------- | -------------------------------------- |
| Bauart                  | Einzylinder-Zweitaktmotor; luftgekühlt                                        | Einzylinder-Zweitaktmotor; luftgekühlt | Einzylinder-Zweitaktmotor; luftgekühlt |
| Gemischschmierung       | 6 %                                                                           | 6 %                                    | 5 %                                    |
| Hubraum                 | 123,5 cm³                                                                     | 123,5 cm³                              | 123,5 cm³                              |
| Bohrung × Hub           | 53 mm × 56 mm                                                                 | 53 mm × 56 mm                          | 53 mm × 56 mm                          |
| Verdichtung             | 6,1 : 1                                                                       | 6,1 : 1                                | 6,1 : 1                                |
| Zylinder                | Grauguss                                                                      | Grauguss                               | Grauguss                               |
| Zylinderkopf            | Leichtmetall                                                                  | Leichtmetall                           | Leichtmetall                           |
| Vergaser                | Dell’Orto MA 17                                                               | Dell’Orto MA 17                        | Dell’Orto MA 17                        |
| Antrieb                 |                                                                               |                                        |                                        |
| Kupplung                | Ölbadlamellenkupplung                                                         | Ölbadlamellenkupplung                  | Ölbadlamellenkupplung                  |
| Getriebe                | angeblockt, 3 Gänge/Handschaltung                                             | angeblockt, 3 Gänge/Fußschaltung       | angeblockt, 4 Gänge/Fußschaltung       |
| Antrieb primär/sekundär | Zahnräder/Kette                                                               | Zahnräder/Kette                        | Zahnräder/Kette                        |
| Elektrik                |                                                                               |                                        |                                        |
| Zündung                 | Schwungradmagnetzündung                                                       | Schwungradmagnetzündung                | Schwungradmagnetzündung                |
| Leistung                |                                                                               |                                        |                                        |
| Leistung                | 5 PS (3,7 kW) bei 4500/min                                                    | 5 PS (3,7 kW) bei 4500/min             | 6 PS (4,4 kW) bei 5200/min             |
| Höchstgeschwindigkeit   | 75 km/h                                                                       | 75 km/h                                | 75 km/h                                |
| Rahmen und Maße         |                                                                               |                                        |                                        |
| Rahmen                  | Zentralrohr                                                                   | Zentralrohr                            | zweiteiliger Stahlblech-Pressrahmen    |
| Radstand                | 1250 mm                                                                       | 1250 mm                                | 1254 mm                                |
| Gewicht                 | 85 kg                                                                         | 85 kg                                  | 82 kg                                  |
| Tankinhalt              | 13 l (Verbrauch 2,5 l/100 km)                                                 | 13 l (Verbrauch 2,5 l/100 km)          | 14 l (Verbrauch 2,5 l/100 km)          |
| Fahrwerk                |                                                                               |                                        |                                        |
| Radaufhängung vorne     | Teleskopgabel                                                                 | Teleskopgabel                          | geschobene Kurzschwinge                |
| Radaufhängung hinten    | Triebsatzschwinge, hydraulischer Zentralstoßdämpfer und zwei seitliche Federn | Triebsatzschwinge, zwei Ölstoßdämpfer  | Triebsatzschwinge, zwei Ölstoßdämpfer  |
| Räder vorne / hinten    | 3,25 × 15″, Stahlspeichen                                                     | 3,25 × 15″, Stahlspeichen              | 2,50 × 18″                             |
| Reifen vorne / hinten   | 3,50 × 50″                                                                    | 3,50 × 50″                             | 2,75 × 18″                             |
| Bremsen vorne / hinten  | Trommelbremse, 130 mm Durchmesser                                             | Trommelbremse, 130 mm Durchmesser      | Trommelbremse, 125 mm Durchmesser      |

Quelle: